# Licques
Licques é uma comuna francesa na região administrativa de Altos da França, no departamento de Pas-de-Calais. Estende-se por uma área de 18,36 km². Em 2010 a comuna tinha 1 651 habitantes (densidade: 89,9 hab./km²).